# Jindřich Vokoun
Jindřich Vokoun (* 1943, Suchdol nad Lužnicí) český chemik. Zabýval se chemickými strukturami organických látek, z významné části na hmotnostním spektrometru.

## Život
Oba jeho rodiče byli učiteli, matka Marie rozená Chadová (1912–1989) byla dcerou řídícího učitele z Třeboně, otec Jindřich Vokoun (1912–1992) byl synem živnostníka, který v pražské Libni vyráběl mydlářské stroje.
Po třeboňském gymnáziu Jindřich Vokoun vystudoval na Přírodovědecké fakultě Univerzity Karlovy obor chemie – fyzika se specializací na organickou chemii. V roce 1965 nastoupil do Mikrobiologického ústavu Československé akademie věd jako chemik. V roce 1969 mu byl umožněn 9měsíční pobyt na University College of Wales ve Velké Británii. V ústavu tehdy už vybaveném spektrální technikou vedl jeho práci na derivátech tetracyklinu professor Cedric H.Hassal FRS, stali se přáteli na celý život.
Roku 1971 obhájil disertační práci Nový glykosid ze Streptomyces aureofaciens a získal titul CSc. Pak pracoval na nově zakoupeném hmotnostním spektromeru až do odchodu do důchodu v roce 1987.
Vzácným přítelem a učitelem mu byl Msgre Jiří Reinsberg po konverzi ke katolické víře a po souhlasu generálního vikáře i biřmovacím kmotrem.
Měl zálibu v kresbě a malbě, studoval krajinu zvláště rodného Suchdolska. Některé obrázky stejně jako ukázky jeho poezie zveřejnil regionální tisk.

### Dílo
- VOKOUN, Jindřich. Nový glykosid ze Streptomyces aureofaciens. Praha: [s.n.], 1970. 106 l.
- VOKOUN J. and ŘEHÁČEK Z.: Mass spectra of ergot peptide alkaloids: Collection Czech Chem Commun 1975, Vol. 40, Issue 6, pp1731 - 1737.
- KLINOTOVÁ E., BENEŠ J., VOKOUN J. and VYSTRČIL A: Oxidation of 21-oxo-20β,28-epoxy-18α,19βH-ursane derivatives; Unusual reactivity of oxabicyclo[2,2,1]heptane system in ring E, Collection of Czechoslovak Chemical Communications, 1976, Vol. 41, Issue 1, pp. 271–284
- VOKOUN J., KLINOTOVÁ E. and VYSTRČIL A.: Mass spectrometric fragmentation of triterpenoid derivatives with oxabicyclooctane and oxabicycloheptane ring E arrangement: Collection of Czechoslovak Chemical Communications, 1976, Voll 41, Issue 5, pp 1590 - 1597.
- PŘIKRYLOVÁ, VĚRA & PODOJIL, MILOSLAV & SEDMERA, PETR & VOKOUN, JINDŘICH & VANĚK, ZDENKO. (1978). The structure of ekatetrone, a metabolite of strains of Streptomyces aureofaciens. The Journal of antibiotics. 31. 855-62. 10.7164/antibiotics.31.855.